# Bataille du col de Mouzaïa (1840)
Pour les articles homonymes, voir Bataille du col de Mouzaïa.
Conquête de l'Algérie par la France
La bataille du col de Mouzaïa, ou prise du Teniah de Mouzaïa (l'arabe « teniah » signifiant « col de montagne » en français), désigne une bataille se déroulant en Algérie, le 12 mai 1840 durant la conquête de l'Algérie par la France.

## Prise du col (12 mai 1840)
Le 12 mai 1840, le 2e régiment d'infanterie légère emporte, à la baïonnette, plusieurs étages de redoutes gardés par l'infanterie régulière d'Abd el-Kader sur le col de Mouzaïa. Les zouaves participent également à l'action dans un autre secteur. La victoire des Français, ce jour-là, les rend maîtres du sommet de l'Atlas. Le duc d'Orléans exerce le commandement de l'armée française durant cet engagement, secondé par le colonel Gentil.

## Ordre de bataille
- 23e régiment d'infanterie
- 24e régiment d'infanterie
- 2e régiment d'infanterie légère
- 17e régiment d'infanterie légère
- 12e régiment d'artillerie dont la bataille est inscrite sur le drapeau.